# FL-7
Le missile anti-navire supersonique FL-7, ou Fei Long-7 (dragon volant), est le fruit d'une étude menée en parallèle par la Chine pour produire une version de dimensions réduites de ses missiles C-101 et C-301. En-effet, la taille vraiment importante de ces derniers les rendait difficiles d'emploi et à stocker dans des espaces réduits, tels que les dépôts à-bord de certains navires et les soutes des avions-bombardiers.

## Historique
Le FL-7 était en compétition avec le C-101, pour le programme chinois de missile anti-navire supersonique aéroporté, dans les années '90. Le C-101 fut finalement préféré à son concurrent, car il volait plus vite et sa portée était près d'un tiers plus importante que celle de ce dernier.
Étant le dernier missile à moteur-fusée employant des ergols liquides pour sa propulsion, son rôle est actuellement en voie de diminution, mais il n'est pas encore complètement retiré du service. La raison principale à-cela vient de la doctrine d'emploi chinoise concernant les missiles anti-navire, celle-ci prônant en-effet l'emploi d'attaques par salves venant de toutes les directions, de plusieurs altitudes et arrivant en plusieurs vagues successives. Ceci afin de saturer les défenses ennemies et permettre ainsi d'assurer une probabilité de destruction très favorable. Le missile FL-7 garde donc toujours un petit-peu d'importance aux yeux des chinois, car il a évidemment toujours un rôle à jouer dans ce genre d'actions. Il reste cependant clair que, l'arrivée de nouveaux missiles étant imminente, ce missile verra son importance aller en décroissant et finira bien assez rapidement par être déclassé.

## Caractéristiques
Le FL-7 a une portée efficace de 32 km, et son moteur-fusée à ergols liquides le propulse à une vitesse de Mach 1.4 en vol soutenu. L'accélération lors du lancement est effectuée grâce à un propulseur à carburant solide (booster) placé dessous et en arrière du fuselage.
Il est doté d'une très bonne résistance aux contre-mesures électroniques, et sa vitesse supersonique en fait un missile très difficile à intercepter lorsqu'il est en phase d'approche terminale. Sa charge militaire est capable de percer du blindage solide épais et peut détruire des bâtiments de surface de moyenne et de grande taille. Ce missile peut être considéré comme la contrepartie supersonique au missile subsonique C-704.

## Utilisateurs
- Chine : Son rôle diminue progressivement jusqu'à disparaître complètement de la dotation chinoise.
- Iran : Des sources occidentales affirment qu'en 1996, avec l'aide de la Chine sous forme de ventes de technologies, l'Iran avait commencé la production locale d'un missile anti-navire à moyenne portée, dont une partie des technologies serait issue de celles du FL-7.